# 결혼작사 이혼작곡 3
《결혼작사 이혼작곡 3》은 2022년 2월 26일부터 2022년 5월 1일까지 방영된 TV조선 주말미니시리즈 작품이다.

## 기획의도
잘나가는 30대, 40대, 50대 매력적인 세 명의 여주인공에게 닥친 상상도 못 했던 불행에 관한 이야기

## 제작진

### 제작사
- ㈜지담 : ( KBS 2TV 금토 드라마 《최강 배달꾼》, KBS 2TV 수목 드라마 《닥터 프리즈너》, MBC 주말 특별기획 드라마 《내 딸, 금사월》, SBS 주말 특별기획 드라마 《미세스 캅 2》등 제작 )

- 하이그라운드

- 초록뱀미디어 : ( MBC 수목 드라마 《그 남자의 기억법》, KBS 2TV 수목 드라마 《왜그래 풍상씨》, tvN 수목 드라마 《나의 아저씨》, SBS 월화 드라마 《펜트하우스》, SBS 금토 드라마 《펜트하우스 2》, SBS 금요드라마 《펜트하우스 3》 등 제작 )

### 연출
- 오상원 : ( KBS2 월화 미니시리즈 《오!필승 봉순영》(프로듀서), MBC 수목 미니시리즈 《슬픈 연가》(프로듀서), KBS2 월화 미니시리즈 《남자 이야기》(프로듀서), KBS2 월화 미니시리즈 《포세이돈》(공동연출) 등 연출 )

- 최영수 : ( OCN 금요 오리지널 드라마 《더 바이러스》(연출) 등 연출 )

### 극본
- 피비 (Phoebe)(본명 임영란) : ( KBS2 드라마게임 《미로에 서서》(집필), KBS2 드라마게임 《이브의 반란》(집필), MBC 베스트극장 《솔로몬 도둑》(집필), MBC 베스트극장 《웬수》(집필), MBC 베스트극장 《섹스, 거짓말 그리고 성격차》(집필), MBC 베스트극장 《가시버시》(집필), MBC 베스트극장 《남몰래 흐르는 눈물》(집필), MBC 일일연속극 《보고 또 보고》(집필), MBC 일일연속극 《온달 왕자들》(집필), MBC 일일연속극 《인어 아가씨》(집필), MBC 일일연속극 《왕꽃 선녀님》(집필)(도중하차), SBS 주말극장 《하늘이시여》(집필), MBC 일일연속극 《아현동 마님》(집필), MBC 주말 특별기획드라마 《보석비빔밥》(집필), SBS 주말 특별기획드라마 《신기생뎐》(집필), MBC 일일연속극 《오로라 공주》(집필), MBC 저녁 일일특별기획드라마 《압구정 백야》(집필), TV조선 주말 미니시리즈 《결혼작사 이혼작곡 시즌 1》(집필), TV조선 주말 미니시리즈 《결혼작사 이혼작곡 2》(집필) 등 집필 )

## 방송 시간
| 방송 채널 | 방송 기간                         | 방송 시간                   |
| --------- | --------------------------------- | --------------------------- |
| TV CHOSUN | 2022년 2월 26일 ~ 2022년 3월 20일 | 매주 주말 밤 9:00 ~ 10:30   |
| TV CHOSUN | 2022년 3월 26일 ~ 2022년 4월 16일 | 매주 토요일 밤 9:10 ~ 10:40 |
| TV CHOSUN | 2022년 4월 23일 ~ 2022년 5월 1일  | 매주 주말 밤 9:10 ~ 10:40   |

## 등장인물

### 주요인물
- 박주미 : 사피영 (41세) 역 - 라디오 방송의 메인 PD, 유신의 전처, 동마의 아내.

누구보다 완벽한 가정을 꿈꾸며 일도, 집안일도, 양육도, 남편에게도 항시 최선의 노력을 다했지만 유신의 외도로 결국 이혼한다. 딸 지아에게는 이혼사실을 숨기며 친정엄마가 살던 아파트에서 이사와 살고 있는 중.
- 이가령 : 부혜령 (34세) 역 - 아름답고 똑 부러진 성격의 아나운서 출신 라디오 DJ, 사현의 아내. 정빈의 의붓어머니

사현과 2세 계획 없이 '워라벨 라이프'를 살자고 약속하고 결혼했다. 사현의 외도 사실을 안 후 온갖 패악을 부리면서도 사현의 마음을 돌리기 위해 애쓰다가 결국 이혼한다. 서반이 SF전자의 장남이라는 사실을 알게 되자, 반전을 꿈꾸며 서반에게 공들이고 있다.
- 이민영 : 송원 (43세) 역 - 중국어 번역가, 정빈의 친모

한번 결혼 경험이 있는 이혼녀, 사현의 부부관계를 카운슬링 해주다 사랑에 빠지고, 사현의 아이를 갖는다. 문호, 예정의 사랑을 받으며 사현과의 행복한 결혼생활을 꿈꾸는 중 아이를 출산하다가 사망.
- 전수경 : 이시은 (51세) 역 - 라디오 방송의 메인 작가, 해륜의 전처, 서반의 아내.

일과 살림에 치여 꾸미기도 힘들다. 30년 동안 오로지 남편과 자식만을 챙기며 악착같이 살아왔지만 남편의 외도로 이혼을 하고, 현재 향기, 우람이를 돌보며 살고 있다.
- 전노민 : 박해륜 (51세) 역 - 선진대학교 연극영화과 학과장, 시은의 전남편.

고 3때 만나 결혼까지 한 아내 시은의 아낌없는 사랑과 지원으로 어엿한 교수까지 되었다. 가빈을 만나 사랑에 빠지고, 시은과 이혼을 강행하지만, 결국 가빈에게마저 버림받고 만다.
- 문상호 : 서반 (51세) 역 - 라디오 방송국 엔지니어, 시은의 남편, 향기와 우람의 의붓아버지

항상 무미건조한 말투와 표정을 짓는 탓에 피영, 시은, 혜령은 서반의 실체를 궁금해 한다, 준수한 외모와 틈이 없는 성격, 일할 때와는 다르게 럭셔리한 생활을 하는 베일에 싸인 인물이지만, 혜령에게 SF전자의 장남이라는 사실을 들킨다.
- 부배 : 서동마 (36세) 역 - 서반의 이복동생, SF전자의 차남, 피영의 남편, 지아의 의붓아버지.

가빈의 전 남자친구. 가빈에게 결혼할 남자가 생겼다는 사실을 알게되자 가빈의 앞에 나타나 결혼하자며 다시 한 번 가빈의 마음을 흔든다.
- 강신효 : 판사현 (33세) 역 - 시그널 컨트리클럽 둘째 아들이자 혜령의 남편, 정빈의 친아버지

혜령과 결혼생활을 하던 중, 혜령과 정반대의 성격인 송원을 만나 사랑에 빠진다. 송원이 아이를 갖자, 송원과의 사랑을 이루기 위해 온갖 우여곡절을 겪으며 혜령과의 이혼에 성공한다.
- 지영산 : 신유신 (45세) 역 - 신병원 신경정신과 원장, 피영의 전남편.

'백번 다시 태어나도 피영과 결혼하겠다'는 말을 일초의 머뭇거림 없이 하던 사랑꾼. 한 순간의 끌림으로 아미와 바람은 피웠지만 이혼할 생각은 절대 없었다. 그러나 결국 피영에게 외도 사실을 들키고 이혼 당한다. 현재 아미, 동미와 동거 중.

### 그 외 인물들
- 김응수 : 판문호 (64세) 역 - 사현의 아버지이자 시그널 컨트리클럽 회장

충청도 출신의 가부장적인 인물로 불같은 성격을 가진 인물, 아버지의 유산으로 받은 땅에 신도시가 들어서면서 하루아침에 땅부자가 됐다. 아들 사현의 외도 사실을 알고 불같이 화내지만 송원을 만나고, 손주 볼 생각에 내심 기뻐한다.
- 이종남 : 소예정 (60세) 역 - 사현의 어머니

순종적인 아내이자 한평생 살림만 해온 전업주부, 아들 사현의 이혼 선언을 해결하기 위해 갖은 노력을 하지만 기센 혜령과 정반대의 성격을 가진 송원에게 마음이 쓰인다. 현재는 임신한 송원의 옆에서 친정엄마처럼 챙겨주는 중.
- 노주현 : 신기림 역 - 유신의 아버지이자 신병원 명예 원장

아내를 일찍 떠나보내고 19살 어린, 깍듯한 간호사였던 김동미와 재혼했다. 심장마비로 사망한 후 영혼이 되어 떠돌고 있다.
- 한진희 : 서회장 역 - 서반과 서동마의 아버지, SF전자 회장

- 이혜숙 : 김동미 (59세) 역 - 신유신의 새어머니이자 판문호의 첫사랑

병원장 신기림이 아내와 사별하자 처녀의 몸으로 신기림에게 시집와 아이도 없이 새 아들인 유신을 돌보며 평화로운 가정을 이끌었다, 뒷모습만 보면 30대처럼 보이는 뛰어난 자기관리와 생기발랄함을 지녔다. 기림이 사망한 후 유신의 외도 사실에 큰 충격을 받고, 유신의 집으로 아예 들어간다. 아미와 묘한 라이벌 관계 형성 중.
- 송지인 : 아미 (29세) 역 - 패션 모델겸 배우, 유신의 연인.

유신이 이혼하자 유신과 결혼하기 위해 유신의 집에 들이닥친다. 유신을 운명의 상대라고 믿고 있는 중. 피영과는 악연으로 엮이게 되었지만 피영을 진심으로 좋아하고, 미안한 마음을 갖고 있다.
- 임혜영 : 남가빈 (41세) 역 - 뮤지컬 배우

서동마와 이별 후 오랫동안 그를 잊지 못해서 힘들어했다, 서동마를 잊기 위해 해륜을 만나고, 안정을 찾지만 다시 나타난 서동마 앞에서 또 다시 흔들리고 결국 해륜에게 이별을 통보 한다.
- 전혜원 : 박향기 (21세) 역 - 해륜과 시은 사이의 맏딸, 서반의 의붓딸

우람을 잘 챙기고 활발한 성격, 해륜의 외도사실에 큰 충격을 받고 엄마인 시은을 적극 지지한다.
- 임한빈 : 박우람 (13세) 역 - 해륜과 시은 사이의 둘째 아들, 서반의 의붓아들

마음이 여리고 순수한 성격, 부모님의 이혼소식에 큰 충격을 받는다.
- 박서경 : 신지아 (13세) 역 - 유신과 피영의 딸, 동마의 의붓딸

우람과 절친 사이로 은근히 할 말은 다 하지만, 나이에 비해 생각이 깊은 사랑스러운 인물. 외할머니의 죽음으로 엄마 피영에게 함구증이 오자 크게 충격 받고 엄마를 살뜰히 챙긴다.
- 박정언 : 최집사 역 - 서동마 저택의 집사

### 특별 출연
- 유화 : 무당 역 (2, 11회)
- 박현정 : 박창희 역 - 송원의 선배 (3회)
- 홍지민 : 오진아 역 - 박해륜의 후배, 남가빈의 선배, 뮤지컬 배우 (15회)

## 시청률
최저 시청률과 최고 시청률은 시청률 조사회사와 지역별로 시청률에 차이가 있을 수 있습니다.
| 2022년 | 2022년   | 2022년         | 2022년       |
| 회차   | 방송일   | AGB 시청률     | AGB 시청률   |
| 회차   | 방송일   | 대한민국(전국) | 서울(수도권) |
| ------ | -------- | -------------- | ------------ |
| 제1회  | 2월 26일 | 5.240%         | 5.204%       |
| 제1회  | 2월 26일 | 6.293%         | 5.899%       |
| 제2회  | 2월 27일 | 5.772%         | 5.541%       |
| 제2회  | 2월 27일 | 6.733%         | 6.418%       |
| 제3회  | 3월 5일  | 3.674%         | 3.763%       |
| 제3회  | 3월 5일  | 7.150%         | 7.008%       |
| 제4회  | 3월 6일  | 4.533%         | 4.659%       |
| 제4회  | 3월 6일  | 7.501%         | 7.757%       |
| 제5회  | 3월 12일 | 4.327%         | 4.600%       |
| 제5회  | 3월 12일 | 7.812%         | 8.041%       |
| 제6회  | 3월 13일 | 5.526%         | 5.368%       |
| 제6회  | 3월 13일 | 7.880%         | 8.805%       |
| 제7회  | 3월 19일 | 4.503%         | 4.853%       |
| 제7회  | 3월 19일 | 8.444%         | 9.182%       |
| 제8회  | 3월 20일 | 5.575%         | 5.412%       |
| 제8회  | 3월 20일 | 8.468%         | 8.168%       |
| 제9회  | 3월 26일 | 5.525%         | 5.575%       |
| 제9회  | 3월 26일 | 9.159%         | 9.463%       |
| 제10회 | 4월 2일  | 4.360%         | 4.520%       |
| 제10회 | 4월 2일  | 8.572%         | 8.496%       |
| 제11회 | 4월 9일  | 7.244%         | 8.026%       |
| 제11회 | 4월 9일  | 8.985%         | 9.614%       |
| 제12회 | 4월 16일 | 7.167%         | 8.033%       |
| 제12회 | 4월 16일 | 8.372%         | 9.360%       |
| 제13회 | 4월 23일 | 7.521%         | 8.158%       |
| 제13회 | 4월 23일 | 8.929%         | 9.479%       |
| 제14회 | 4월 24일 | 6.276%         | 6.509%       |
| 제14회 | 4월 24일 | 7.501%         | 7.336%       |
| 제15회 | 4월 30일 | 7.598%         | 7.773%       |
| 제15회 | 4월 30일 | 8.949%         | 9.229%       |
| 제16회 | 5월 1일  | 9.147%         | 8.9%         |
| 제16회 | 5월 1일  | 10.395%        | 10.03%       |

## 결방 사유
- 2022년 3월 27일 : (故) 이어령 초대 문화부 장관 추모 특집 방송으로 대체 편성.
- 2022년 4월 3일 : 4월 10일 : 4월 17일 : 제작진 일부 코로나 19 확진으로 결방.

## OST
- Part.1 에스나 (eSNa) - Far Away (2022. 02. 25. 발매)
- Part.2 정유지 - 사랑, 아니라면 (2022. 03. 05. 발매)
- Part.3 김동현 - 운명처럼 너를 만나 (2022. 03. 12. 발매)
- Part.4 나다 - 사랑 참 쉽지 않다 (2022. 03. 19. 발매)
- Part.5 이민영, 강신효 - Don't Worry (2022. 04. 02. 발매)
- Part.6 강은일 - Timeless Story (2022. 04. 03. 발매)

## 참고 사항
- 이혜숙과 전노민은 SBS 저녁 일일연속극 《돌아온 황금복》 이후 7년만에 다시 한번 더 전격 재회한다.
- 임성한 작가가 은퇴 선언을 번복하고 MBC 일일 특별기획 드라마 《압구정 백야》 이후 5년 만에[2] '피비'라는 필명으로 복귀하는 작품이다.
- 수년 간 피비 (임성한) 작가의 드라마에 출연하고 싶다는 의사를 밝혀왔던 서유리가 해당 드라마의 카메오로 출연하게 되었다. 드라마 관계자는 "임성한 작가가 그 이야기를 전해듣고 어떻게든 출연시키고 싶다"는 의사를 드러냈다고 전했다[3]. 그러나 최종적으로 서유리의 카메오 출연은 불발되었다.
- 지영산 (신유신 역)은 SBS 대하사극 《연개소문》 이후[4] , 이혜숙 (김동미 역)은 KBS2 주말 드라마 《하나뿐인 내편》 이후[5] 해당 작품으로 안방극장에 돌아왔다.
- 이혜숙과 노주현은 KBS 일일연속극 《좋은 남자 좋은 여자》 이후 28년만에 재회하였다.

## 같이 보기
- 대한민국의 텔레비전 드라마 목록 (ㄱ)
- 2022년 대한민국의 텔레비전 드라마 목록
- 결혼작사 이혼작곡 시리즈
- 결혼작사 이혼작곡
- 결혼작사 이혼작곡 3